# Димулешти (Валча)
Димулешти (рум. Dimulești) насеље је у Румунији у округу Валча у општини Мадулари-Беика. Oпштина се налази на надморској висини од 236 m.

## Становништво
Према подацима из 2002. године у насељу је живело 166 становника, од којих су сви румунске националности.